# نقص المناعة الخلطية
نقص المناعة الخلطية هي الحالات التي تسبب ضعف المناعة الخلطية، والتي يمكن أن تؤدي إلى نقص المناعة. يمكن التوسط في ذلك من خلال عدم كفاية عدد أو وظيفة الخلايا البائية، أو خلايا البلازما التي تتمايز فيها، أو الجسم المضاد الذي تفرزه خلايا البلازما. أكثر أنواع نقص المناعة شيوعًا هو نقص IgA الانتقائي الموروث، والذي يحدث بين 1\ 100 و 1 من كل 1000 شخص، اعتمادًا على السكان. ترتبط بزيادة التعرض للعدوى، ولكن قد يكون من الصعب اكتشافها (أو عدم وجود أعراض) في حالة عدم وجود العدوى.

## العلامات والأعراض
تعتمد علامات / أعراض نقص المناعة الخلطية على السبب، ولكنها تشمل بشكل عام علامات العدوى مثل:
- التهاب الجيوب الأنفية
- الإنتان
- عدوى الجلد
- التهاب رئوي

## الأسباب
ينقسم سبب هذا النقص إلى أولي وثانوي:

متلازمات فرط IgM (الغلوبولين المناعي M)

أولي، يصنف الاتحاد الدولي لجمعيات المناعة أوجه القصور المناعي الأولية في الجهاز الخلطي على النحو التالي:
- خلايا B غائبة مع انخفاض حاد الناتجة من كل أنواع من الأجسام المضادة: مرتبطة X فقد غاماغلوبولين الدم ( BTK نقص، أو بروتون الصورة فقد غاماغلوبولين الدم)، μ - سلسلة الثقيلة نقص، ل 5 نقص، Igα نقص، BLNK نقص، التوتة مع نقص المناعة
- الخلايا البائية منخفضة ولكنها موجودة ، ولكن مع انخفاض في 2 أو أكثر من الأنماط (عادة IgG و IgA، وأحيانًا IgM): نقص المناعة المتغير الشائع (CVID)، نقص ICOS، نقص CD19  [لغات أخرى]‏، نقص TACI (TNFRSF13B)، نقص مستقبل BAFF.
- الأعداد الطبيعية للخلايا البائية مع انخفاض IgG وIgA وزيادة IgM: متلازمات Hyper-IgM
- الأعداد الطبيعية للخلايا B ذات النمط المتماثل أو نقص في السلسلة الخفيفة: عمليات حذف السلسلة الثقيلة، ونقص سلسلة كابا، ونقص فئة IgG المعزول، ونقص IgA مع نقص فئة IgG الفرعية، ونقص الغلوبولين المناعي الانتقائي A
- نقص غاماغلوبولين الدم العابر للرضع (THI)

الثانوية، أشكال الثانوية (أو المكتسبة) نقص المناعة الخلطية هي أساسا بسبب الأورام الخبيثة والالتهابات المكونة للدم التي تعطل جهاز المناعة:
- ورم نخاعي متعدد
- ابيضاض الدم الليمفاوي المزمن
- إيدز

## تشخيص
يعتمد تشخيص نقص المناعة الخلطية على ما يلي:
- قياس مستويات الغلوبولين المناعي في الدم
- عدد الخلايا البائية
- التاريخ الطبي للعائلة

## علاج
يعتمد علاج نقص الخلايا البائية (نقص المناعة الخلطية) على السبب، ولكن بشكل عام ينطبق ما يلي:

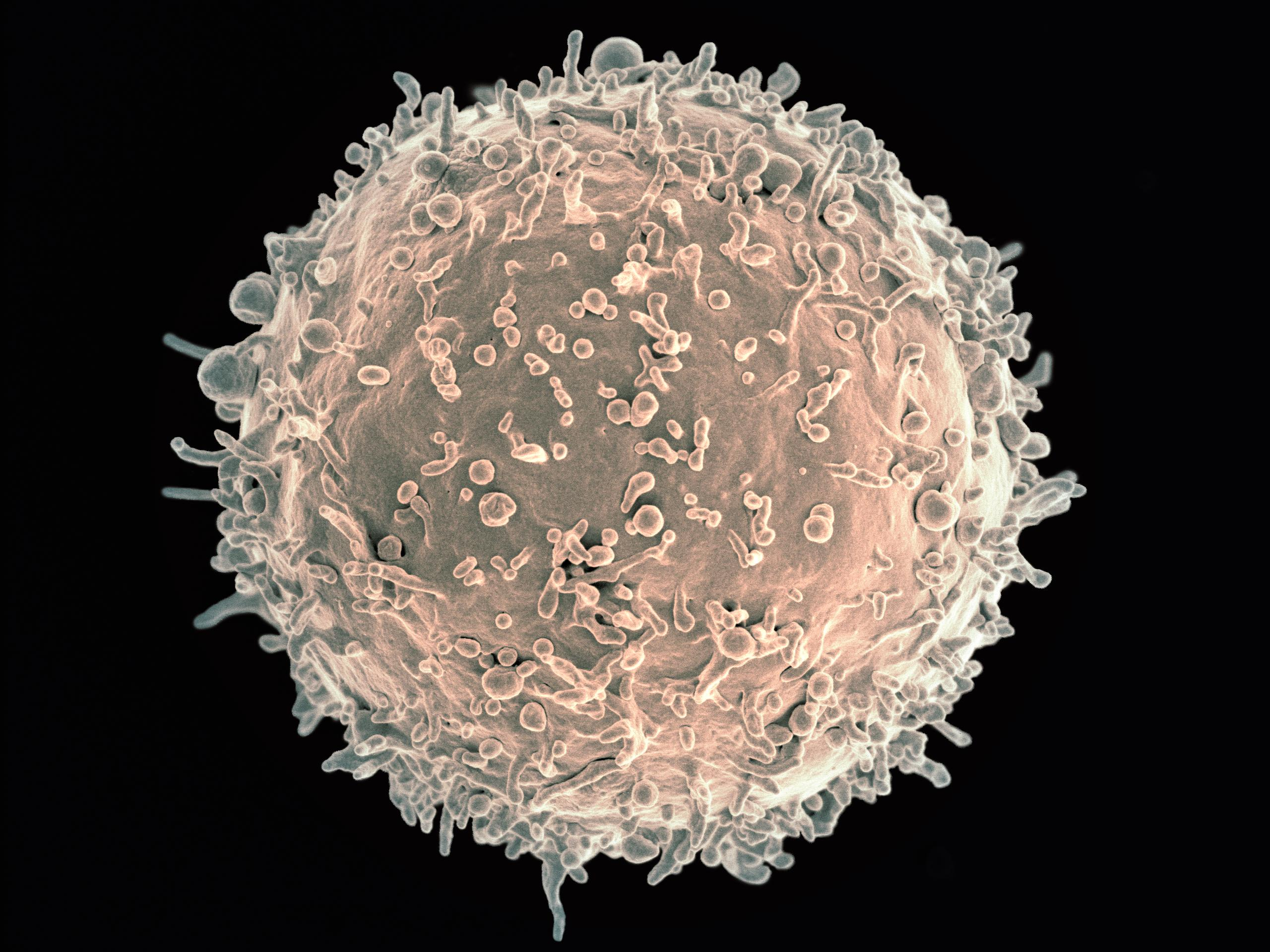
خلية بائية بشرية

- علاج العدوى (المضادات الحيوية)
- مراقبة لالأورام الخبيثة
- العلاج ببدائلالغلوبولين المناعي